# Rychnowo (gromada 1954–1959)
Rychnowo – dawna gromada, czyli najmniejsza jednostka podziału terytorialnego Polskiej Rzeczypospolitej Ludowej w latach 1954–1972.
Gromady, z gromadzkimi radami narodowymi (GRN) jako organami władzy najniższego stopnia na wsi, funkcjonowały od reformy reorganizującej administrację wiejską przeprowadzonej jesienią 1954 do momentu ich zniesienia z dniem 1 stycznia 1973, tym samym wypierając organizację gminną w latach 1954–1972.
Gromadę Rychnowo z siedzibą GRN w Rychnowie utworzono – jako jedną z 8759 gromad na obszarze Polski – w powiecie ostródzkim w woj. olsztyńskim na mocy uchwały nr 22 WRN w Olsztynie z dnia 4 października 1954. W skład jednostki weszły obszary dotychczasowych gromad Domkowo, Rychnowo i Rychnowska Wola oraz miejscowość Kiersztanówko z dotychczasowej gromady Kiersztanowo ze zniesionej gminy Szyldak w tymże powiecie. Dla gromady ustalono 10 członków gromadzkiej rady narodowej.
Gromadę zniesiono 1 stycznia 1960, a jej obszar włączono do gromad Szyldak (wsie Rychnowo i Rychnowska Wola oraz kolonię Okoniak) i Gierzwałd (wsie Domkowo i Kiersztanówko, kolonię Młyn Domkowski oraz PGR-y Pancerzyn i Kiersztanowo) w tymże powiecie.	
Uwaga: Gromada Rychnowo (o innym zasięgu) istniała w powiecie ostródzkim także w latach 1971–1972.